# في ساتيش
في ساتيش هو سياسي هندي، ولد في 22 مايو 1954 في ناغبور في الهند. نشط حزبياً في حزب بهاراتيا جاناتا.